# Carnation (art)
Pour les articles homonymes, voir Carnation.

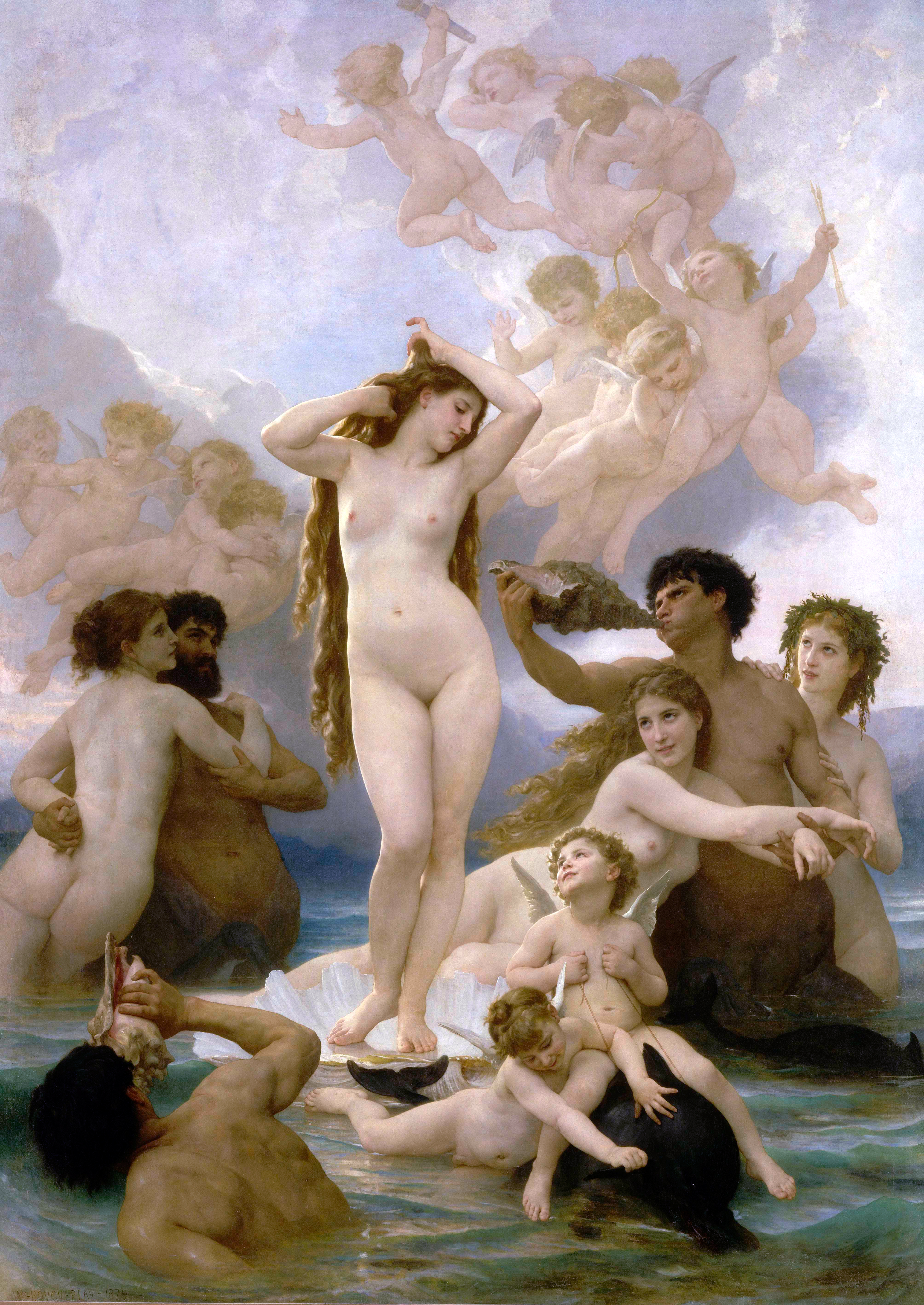
Bouguereau - La Naissance de Vénus (1879).

La carnation désigne, en peinture la couleur des parties du corps représentées nues, y compris ombres et reflets. « Chair » est synonyme dans ce contexte. L'origine du mot est probablement italienne : carnagione, provenant lui-même de carne qui signifie viande, chair. Utilisé d'abord en peinture pour désigner la représentation de la peau humaine, le mot est passé dans la langue littéraire et aussi dans le domaine héraldique des blasons.
Le mot incarnat, qui à l'origine désignait la couleur chair, a pris en français le sens d'un rouge orangé beaucoup plus vif.

## Art Byzantin

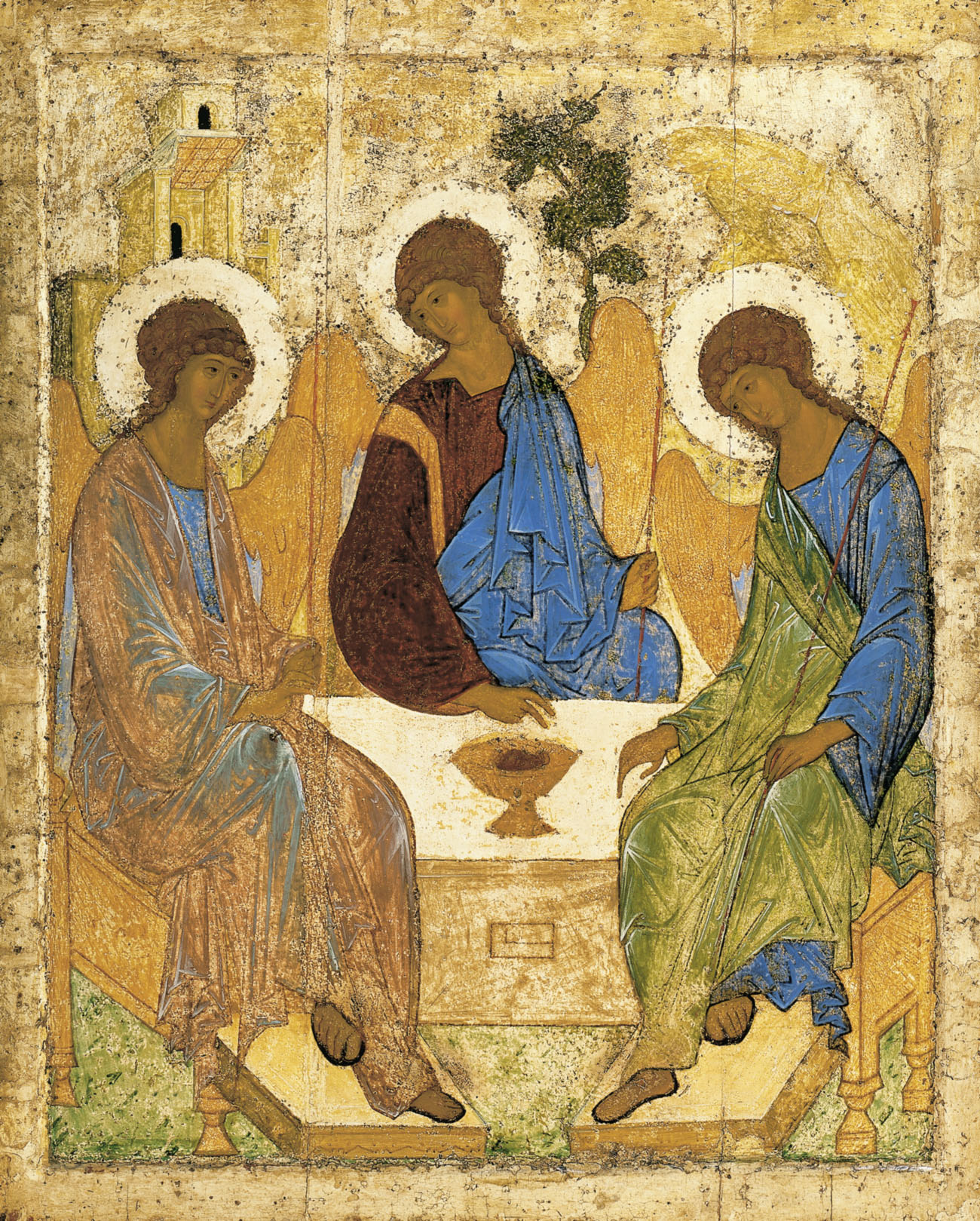
Roublev, Trinité (1410)

Dans l'art byzantin les corps des ascètes diminués par l'ascèse et même celui du Christ perdent l'aspect naturaliste qui existait dans l'art hellénistique. Ils peuvent alors être représentés nus sans choquer. 
Mais pour les icônes, les parties les plus importantes sont le visage et les mains. Le visage donne à l'icône son sens théologique. Quand ces icônes sont recouverts d'un oklad ce sont même les seules parties visibles. La couleur de base de la carnation est différentes selon les époques et les écoles. Elle peut être d'un ton marron, proche du vert olive ou aller vers des tons plus chauds, foncés ou clairs comme dans le cas des icônes de Roublev.

## Peinture européenne classique

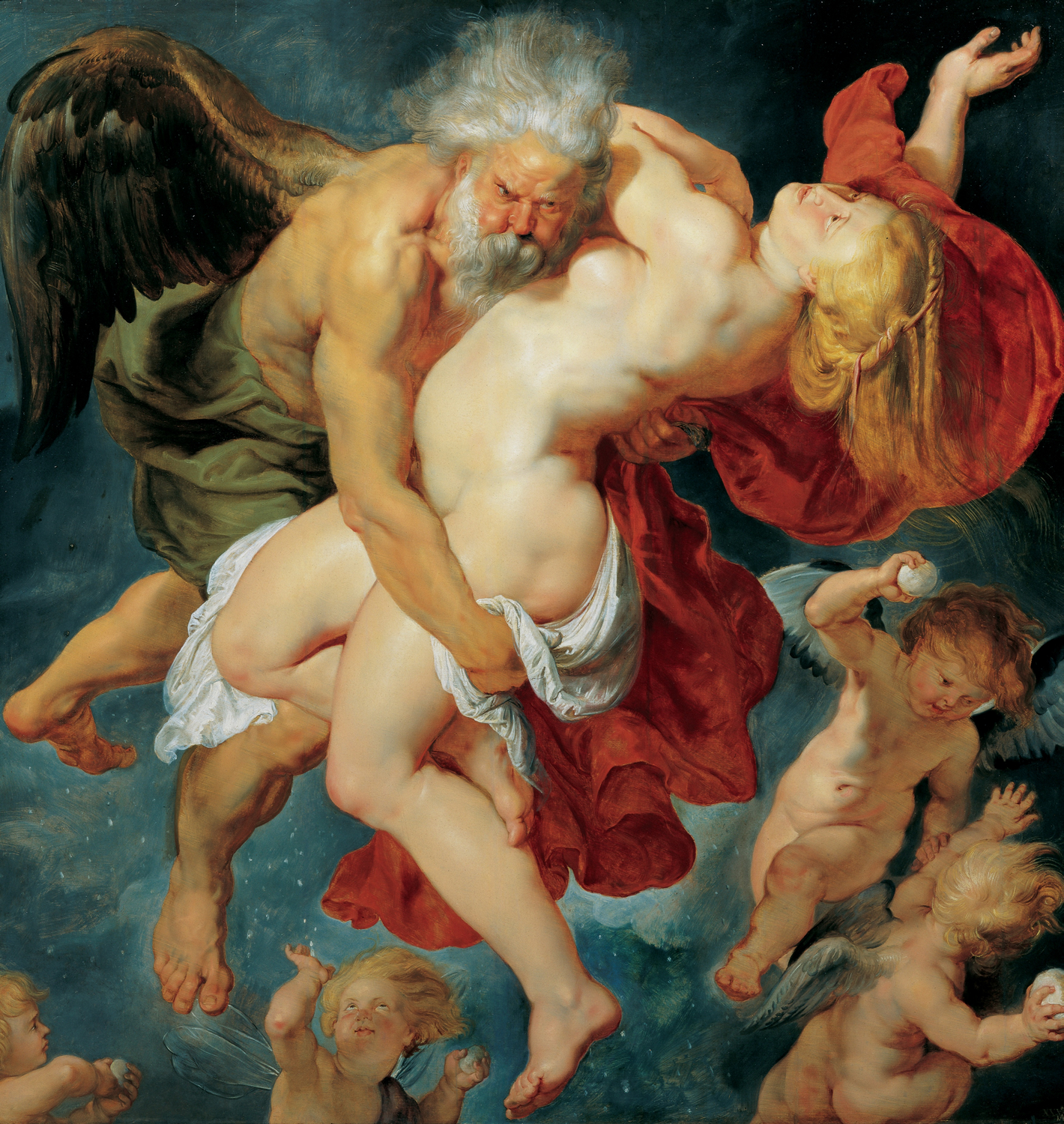
Pierre Paul Rubens, Borée enlevant Orithye.

Dans l'art européen, on utilise indifféremment « carnation » et « couleur chair ». Une variété du marbre de Campan est ainsi « couleur de chair ».
Le rendu de la carnation est, dans la peinture européenne depuis la Renaissance, un critère d'appréciation des peintres. La couleur chair est, sauf précision contraire, « un blanc rosé tirant faiblement sur l'orangé ». Le rendu des carnations est le critère principal pour juger des qualités de coloriste d'un artiste. Ainsi dit-on à propos de Rubens « Les carnations de ce Peintre célèbre sont reconnaissables par les tons brillants et les passages fins qu'il y mêle ; mais les carnations de Van Dyck, non moins recommandables, ont plus de vérité ». Rubens peint les sujets masculins d'un brun clair, et les sujets féminins plutôt roses. Très sensible au teint de peau, le critique de l'époque classique traite de farinés les teints trop blancs et qui manquent de nuances. Les chairs ne sont pas d'une couleur uniforme. Elles comportent des passages de tons. Jusqu'au XXe siècle, les amateurs commentent les nuances de la couleur de la chair dans les ombres et les reflets, opposant ces subtilités aux couleurs vives des décors et à la vulgarité des chromos.
Cette sensibilité constitue à l'occasion un problème pour la conservation des tableaux, quand l'artiste a obtenu ses couleurs chair en employant des pigments, notamment rouges, insuffisamment stables.
Si, en effet, dès la fin du XVIIe siècle, un traité de peinture donne un procédé pour faire les carnations, le choix des pigments et le rendu final, plus rose, plus pâle ou plus orangé, varient d'un siècle, d'un lieu, et probablement d'un atelier à l'autre.